# Sajó András
Sajó András (Budapest, 1949. március 25. –) magyar jogtudós, egyetemi tanár, író, a Magyar Tudományos Akadémia rendes tagja. Széles kutatási területe van, amely átöleli a jogszociológia, a polgári jog, az alkotmányjog és a környezetvédelmi jog kérdéseit. 1991 és 1992 között a Közép-európai Egyetem Jogi Kara alapító dékánja. 2008 és 2017 között Emberi Jogok Európai Bírósága bírája.

## Életpályája
1967-ben érettségizett, majd felvételt nyert az Eötvös Loránd Tudományegyetem Jogtudományi Karára, ahol 1972-ben szerzett jogi doktorátust. Emellett posztgraduális képzésen vett részt a strasbourg-i és a coimbrai egyetemen. Diplomájának megszerzése után az MTA Állam- és Jogtudományi Intézetének lett munkatársa, ahol 1983-ban tudományos főmunkatársi kinevezést, 1989-ben kutatóprofesszori megbízást kapott az intézetben. Kutatóintézeti állása mellett 1979-től 1984-ig a Marx Károly Közgazdaságtudományi Egyetem nemzetközi és összehasonlító jogi tanszékének egyetemi docense, majd 1999-ig annak jogutódjának, a Budapesti Közgazdaságtudományi Egyetem egyetemi tanára volt. 1990 és 1993 között a chicagói egyetemen volt vendégprofesszor. Emellett 1991 és 1992 között a Közép-európai Egyetem Jogi Karának alapító dékánjaként dolgozott, ahol azután a jogi tanszék egyetemi tanáraként folytatta munkáját. 1998-ban lett az Eötvös Loránd Tudományegyetem Állam- és Jogtudományi Karának polgári jogi tanszékének oktatója egyetemi tanári beosztásban. 2008. február 1-jén az Emberi Jogok Európai Bírósága (EJEB) bírája lett, elődje Baka András, a Legfelsőbb Bíróság későbbi elnöke volt. Pozícióját 2017-ig töltötte be, helyét Paczolay Péter vette át.
1977-ben védte meg az állam- és jogtudományok kandidátusi, 1982-ben akadémiai doktori értekezését. Az MTA Állam- és Jogtudományi Bizottságának lett tagja. 1995-ben a Magyar Tudományos Akadémia levelező, 2001-ben rendes tagjává választották. Akadémiai tisztségei mellett a rendszerváltás alatt az alkotmány-előkészítő és a nemzeti deregulációs bizottság tagja, illetve 1989-ben a Halálbüntetés-ellenes Liga alapító tagja volt. Az Amerikai Jogi Intézet (American Law Institute), a Nemzetközi Szociológiai Társaság, a Nemzetközi Jogfilozófiai Egyesület és a Nemzetközi Gazdasági Jogi Társaság tagja. Több éven át a Magyar Tudomány szerkesztőbizottságának tagja volt.
Tudományos munkássága mellett szépirodalmi művek szerzője is. Munkásságát ilyen téren elsősorban az 1980-as években fejtette ki. Három regénye jelent meg.

## Munkássága
Fő kutatási területe a jogszociológia, a polgári jog és az alkotmányjog kapcsolata, de jelentős publikációkat jelentetett meg a jogfilozófia és a környezetvédelmi jog területén is.
Alkotmányjogi munkássága elsősorban az emberi jogok kérdéskörével foglalkozik, a szólásszabadságról nagy jelentőségű monográfiát adott ki, amelyben annak alapjairól, korlátairól értekezik, illetve nemzetközi összehasonlításban mutatja be az alapjog szabályozását. A rendszerváltás idején a gazdaság és a jog kapcsolatával foglalkozott, valamint a halálbüntetés eltörlése mellett kötelezte el magát, a Halálbüntetés-ellenes Liga egyik alapítójaként egyik benyújtója volt a halálbüntetés alkotmányosságát megkérdőjelező indítványnak. Jogfilozófiai munkássága elsősorban a hatalom korlátozásának, illetve önkorlátozásának kérdéseivel foglalkozik. Több munkája jelent meg az Alkotmánybírósággal kapcsolatban is.

## Főbb publikációi
- Jogkövetés és társadalmi magatartás (1980)
- Látszat és valóság a jogban (1986)
- Társadalmi-jogi változás (1988)
- Gazdaság és jog kapcsolata jogelméleti szempontból (1989)
- Egy lehetséges alkotmány (1991)
- Az alkotmánybíráskodás a diskurzuselmélet fényében (1994)
- Önkorlátozó hatalom (1995, angolul 1999)
- Jogosultságok (1996)
- The Roundtables in Hungary (1996)
- A materiális természetjog árvái, avagy hogyan védi alkotmánybíróságunk az elesetteket (1996)
- Néhány jogvédelmi kérdés a cigányság diszkriminációjával kapcsolatban (1997)
- Comparative Constitutionalism (2003)
- A szólásszabadság kézikönyve (2005)
- Alkotmányosság a magánjogban (szerk. 2006)
- Free to protest: Constituent power and street demonstration (2009)
- Constitutional sentiments (2010)
- Arguments that Work: Strategies, Contexts and Limits in Constitutional Litigation (társszerk., 2013)
- Sejtjog (Mandl Józseffel, 2016)
- The Constitution of Freedom: An Introduction to Legal Constitutionalism (társszerk., 2017)
- A szabadság alkotmánya: Bevezetés a jogi alkotmányosságba (Uitz Renátával, 2019)

### Regényei
- Karácsonyi merénylet (1979)
- Útmutató az elkárhozáshoz (1982)
- Terven felüli regény (1982)

## Díjai
- Prima Primissima díj (2006)